# Margaret Beauchamp, Countess of Shrewsbury

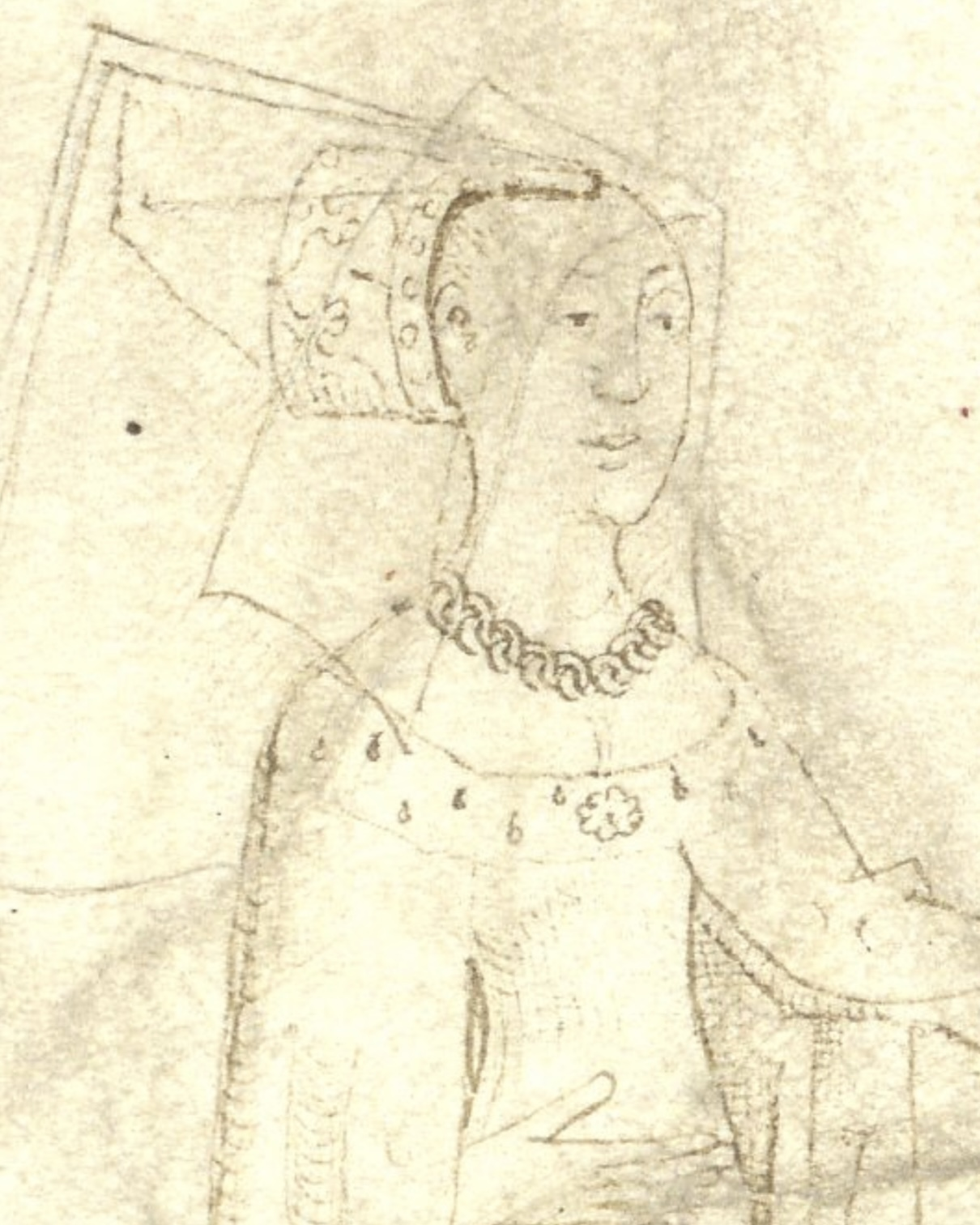
Margaret Beauchamp, Countess of Shrewsbury

Margaret Beauchamp, Countess of Shrewsbury (* 1404; † 14. Juni 1467) war eine englische Adlige.

## Herkunft
Margaret Beauchamp war die älteste Tochter von Richard de Beauchamp, 13. Earl of Warwick aus dessen ersten Ehe mit Elizabeth Berkeley. Ihre Mutter war eine reiche Erbin, die jedoch aufgrund einer alten Familienvereinbarung einen erheblichen Teil ihres Erbes, darunter Berkeley Castle an ihren Cousin James Berkeley abtreten musste. Bis zu ihrem Tod 1422 führte sie deshalb einen erbitterten Erbstreit mit James Berkeley. Nach dem Tod ihrer Mutter wurde Margaret zusammen mit ihren beiden Schwestern Eleanor und Elizabeth Erbinnen der Besitzungen ihrer Mutter. Über den Anspruch auf das restliche Berkeley-Erbe konnte ihr Vater 1425 einen Ausgleich mit James Berkeley schließen. Margaret wurde am 6. September 1425 mit John Talbot, 6. Baron Talbot verheiratet. Für ihren Mann war es die zweite Ehe. 1442 wurde er zum Earl of Shrewsbury erhoben, womit Margaret den Höflichkeitstitel Countess of Shrewsbury erhielt.

## Erbstreit mit James Berkeley
Nach dem Tod ihres Vaters 1439 erhoben Margaret und ihre Schwestern erneut Anspruch auf das Berkeley-Erbe. Besonders Margaret versuchte dabei ihre Ansprüche energisch durchzusetzen. In den 1440er Jahren kam es zwischen Margaret und James Berkeley zu mehreren Prozessen. Erst 1448 konnte eine Einigung erreicht werden, nach der die drei Schwestern das Erbe ihrer Mutter zu Lebzeiten behalten durften. Erst nach ihrem Tod sollte es dann an Berkeley oder seine Erben fallen. Berkeley fand diese Einigung jedoch nicht akzeptabel und begann 1450 eine offene Fehde mit dem Earl of Shrewsbury. Im September 1451 eroberte Margarets Sohn John Talbot, 1. Viscount Lisle Berkeley Castle und nahm Berkeley und dessen Söhne gefangen. Um seinen Sieg abzusichern, verlangte er für zwei Jahre die Übergabe der Burg. Bevor Berkeleys Frau Isabel de Mowbray sich nun an den König wenden konnte, wurde sie von Margaret gefangen genommen und in Gloucester gefangen gehalten. Isabel starb 1452 in Gefangenschaft. Im Juli 1453 fielen jedoch Margarets Mann, der Earl of Shrewsbury und ihr Sohn Viscount Lisle in der Schlacht von Castillon in Frankreich. Daraufhin erbte ihr Stiefsohn John Talbot, der älteste Sohn aus der ersten Ehe ihres Mannes, den Titel und die Besitzungen ihres Mannes. Er zeigte sich gegenüber Berkeley versöhnlicher, der 1457 Johns Schwester Joan heiratete. Schließlich söhnte sich auch Margaret kurz vor Berkeleys Tod im November 1463 mit ihm aus. Dennoch wurde der Erbstreit dadurch nicht beendet. Nach Margarets Tod forderte ihr Enkel Thomas Talbot, 2. Viscount Lisle William Berkeley, den Sohn und Erben von James Berkeley zu einer militärischen Lösung des Erbstreits heraus. 1470 kam es bei Nibley Green zu einem Gefecht, in dem Talbot fiel. Erst 1609 wurde der Streit endgültig beigelegt.

## Familie und Nachkommen
Mit ihrem Mann hatte Margaret mehrere Kinder, darunter:
- Elizabeth Talbot ⚭ John Mowbray, 4. Duke of Norfolk
- John Talbot, 1. Viscount Lisle (um 1426–1453)
- Sir Humphrey Talbot († um 1492)
- Eleanor Talbot (1436–1468)